# Liste des prédicats officiels en Espagne

Armoiries de l'Espagne

En Espagne, il existe un certain nombre de prédicats officiels portés devant le prénom et le nom en fonction de la place occupée par certaines personnalités dans la hiérarchie des institutions nationales.

## Famille royale et membres de la Maison du roi
En vertu du décret royal no 1368/1987, du 6 novembre, portant régime des titres, traitements et honneurs de la famille royale et des régents :
- portent le prédicat de majesté, le roi ou la reine d'Espagne et son ou sa consort.
- portent le prédicat d'altesse royale, le prince ou la princesse des Asturies et son conjoint, et les infants d'Espagne.
- portent le prédicat d'altesse, à condition qu'ils n'en possèdent pas un autre, les régents.
- portent le prédicat d'excellence, avec les honneurs de grand d'Espagne, les conjoints et enfants des infants d'Espagne (sauf si le roi leur attribue un autre prédicat), le chef, le secrétaire général et le chef du quartier militaire de la Maison du roi.

## Membres de l’administration

### Administration centrale de l'État, organismes autonomes et armée
Portent le prédicat d'excellence (excelentísimo/a señor/a)
- le président et les anciens présidents du gouvernement, les vice-présidents et anciens vice-présidents du gouvernement, les ministres et anciens ministres, les secrétaires d'État et le sous-secrétaire du ministère des Affaires étrangères[2],[3],[4].
- les délégués du gouvernement[5].
- les diplomates avec rang d'ambassadeur et ministres plénipotentiaires de première et seconde classe[6].
- les capitaines généraux, généraux d'armée, amiraux généraux, généraux de l'air, lieutenants généraux, amiraux, généraux de division, vice-amiraux, généraux de brigade et contre-amiraux[7].
- le président et conseillers et le secrétaire général du Conseil d'État[8].
- les avocats du Conseil d'État[9].
- les membres de la Commission générale de codification[10].
- le président et conseillers du Conseil de sécurité nucléaire[11].
- le président et membres de l'Institut d'Espagne[12].
- le président et les académiciens numéraires des huit académies royales.
- le gouverneur de la Banque d'Espagne.

Portent le prédicat de très illustre (ilustrísimo/a señor/a)
- les sous-secrétaires, secrétaires généraux, présidents-directeurs généraux, secrétaires généraux techniques, secrétaires généraux et chefs de cabinet technique des délégations du gouvernement, les sous-délégués du gouvernement, les délégués insulaires du gouvernement, le contrôleur général de l'administration de l'État, les chefs supérieurs de l'administration civile et assimilés ainsi que les délégués régionaux et provinciaux des divers ministères[13].
- le président du Tribunal économique administratif central[14]
- les chefs supérieurs de police et les directeurs d'instituts d'enseignement secondaire[15],[16].
- les délégués du Trésor[17].
- les conseillers d'ambassade et ministres plénipotentiaires de troisième classe[18].
- le directeur de l'Académie espagnole à Rome[19].
- le directeur de l'Agence espagnole de protection des données[20].
- les avocats du Conseil d'État[21].

Portent le prédicat de seigneurie (señoría)
- les conservateurs des hypothèques[22].
- les commissaires du Corps général de police qui sont chefs de service[23].
- les notaires de capitale de province ou de collège, ou ceux qui occupent des offices de première classe non compris dans les antérieures[24].
- les colonels et capitaines de navire[7].
- les secrétaires d'ambassade de première et seconde classe[18].

### Universités
Seuls les recteurs d'université ont un prédicat spécifique, celui de monsieur le recteur magnifique. 
Le reste des autorités porte le titre d'appel « monsieur » ou « madame », suivi de la fonction qu'ils occupent (madame la vice-rectrice, monsieur le doyen, etc.).

### Communautés autonomes
Portent le prédicat d'excellence (excelentísimo/a señor/a)
- les présidents et anciens présidents des conseils de gouvernement des communautés autonomes de Galice, Asturies, Cantabrie, Pays basque, La Rioja, Aragon, Castille-et-Léon, Madrid, Castille-La Manche, Estrémadure, Andalousie, Région de Murcie[26] et les Canaries, ainsi que les maires des villes autonomes de Ceuta[27] et de Melilla[28],[29],[30],[31],[32],[33],[34],[35],[36],[37],[38].
- les conseillers des conseils de gouvernement des communautés autonomes de Galice, Cantabrie, La Rioja, Aragon, Castille-et-Léon, Madrid, Estrémadure, Murcie et des Canaries, ainsi que des villes autonomes de Ceuta et Melilla[39],[40],[41],[42],[43],[44],[45],[46],[47],[48],[49].

Portent le prédicat de très honorable (muy honorable, en espagnol ; molt honorable, en catalan)
- le président et anciens présidents de la Généralité de Catalogne[50].
- le président et anciens présidents de la Généralité valencienne[51].

Portent le prédicat d'honorable
- les conseillers et anciens conseillers du conseil de gouvernement de la communauté autonome de Catalogne.
- les conseillers et anciens conseillers du conseil de gouvernement de la Communauté valencienne.

Portent le prédicat de très illustre (ilustrísimo/a señor/a)
- les conseillers du conseil de gouvernement de la communauté autonome des Asturies.

Portent le titre d'appel « monsieur » ou « madame »
- le président et les conseillers de la communauté autonome des Îles Baléares[52].
- le président et les conseillers de la communauté forale de Navarre[53].

### Administration locale
Portent le prédicat d'excellence (excelentísimo/a señor/a)
- les maires de Madrid et Barcelone[54], ainsi que des communes dites de « grande population », conformément à l'article 121 de la loi des bases du régime local[55].
- le président de la députation provinciale de Barcelone[56].

Portent le prédicat de très illustre (ilustrísimo/a señor/a)
- les présidents des députations provinciales (sauf celle de Barcelone)[56].
- les maires des capitales de province[54].
- les adjoints aux maires de Madrid et Barcelone, ainsi que ceux des communes dites de « grande population », conformément à l'article 121 de la loi des bases du régime local[57].
- les maires de la communauté autonome de Catalogne, sauf celui de Barcelone[58].
- les secrétaires municipaux de Madrid et Barcelone.
- les présidents des conseils municipaux et des conseils insulaires[59].
- les conseillers municipaux de Madrid et Barcelone[60].

Portent le prédicat de seigneurie (señoría)
- les maires des communes qui ne sont pas capitale de province ni communes de « grande population »[54].
- les députés provinciaux.
- les secrétaires de mairie des capitales de province.

## Pouvoir législatif
Portent le prédicat d'excellence (excelentísimo/a señor/a)
- le président du Congrès des députés.
- le président du Sénat, les sénateurs ainsi que les anciens sénateurs[61].
- les vice-présidents des bureaux du Congrès et du Sénat.
- les députés (l'usage oral est celui de seigneurie).
- les présidents et anciens présidents des assemblées législatives des communautés autonomes (sauf ceux de Catalogne).
- les secrétaires généraux du Congrès (avocat supérieur des Cortes) et du Sénat.

Portent le prédicat de très illustre  (ilustrísimo/a señor/a)
- les membres des assemblées législatives des communautés autonomes (sauf ceux de Catalogne).
- les avocats des Cortes Generales.

Portent le prédicat de très honorable (muy honorable, en espagnol ; molt honorable, en catalan)
- le président et les anciens présidents du Parlement de Catalogne.

Portent le prédicat d’honorable
- le chef de l’opposition au Parlement de Catalogne.

Portent le prédicat d’illustre  (ilustre señor/a, en espagnol ; il•lustre senyor/a, en catalan)
- les membres du Parlement de Catalogne.

## Tribunal constitutionnel
Portent le prédicat d'excellence (excelentísimo/a señor/a)
- le président, le vice-président ainsi que les magistrats du Tribunal constitutionnel.

## Pouvoir judiciaire
Portent le prédicat d'excellence (excelentísimo/a señor/a)
- le président, les vice-présidents, les membres et le secrétaire général du Conseil général du pouvoir judiciaire[62].
- le président et les magistrats du Tribunal suprême, ainsi que le président de l'Audience nationale, ainsi que ceux des tribunaux supérieurs de justice[63].
- le procureur général de l'État, les procureurs du Tribunal suprême et les procureurs-en-chef (fiscal jefe) des tribunaux supérieurs de justice[64].

Portent le prédicat de très illustre (ilustrísimo/a señor/a)
- les présidents de chambre et les magistrats des tribunaux supérieurs de justice ainsi que des audiences provinciales[63].
- les procureurs des tribunaux supérieurs de justice[18].
- les greffiers (secretarios judiciales) qui occupent des postes de travail du groupe I[65].
- tous les magistrats, peu importe l'organe qu'ils occupent.

Portent le prédicat d'illustre ou de seigneurie (ilustre señor/a ou señoría)
- les juges de première instance et d'instruction ainsi que les membres du ministère public[63].
- les juges de paix et militaires[66].
- les vice-secrétaires de gouvernement et secrétaires de Chambre du Tribunal suprême.
- les secrétaires de gouvernement des tribunaux supérieurs de justice ainsi que des audiences provinciales.
- les greffiers (secretarios judiciales) qui ne portent pas les prédicats de seigneurie ou de très illustre[65].

## Noblesse, autres autorités et dignités
Portent le prédicat d'excellence (excelentísimo/a señor/a)
- les ducs et les grands d'Espagne (les ducs étant toujours grands d’Espagne), leurs conjoints et leurs enfants aînés[67].
- les chevaliers et dames du Collier, chevaliers et dames grand-croix d'ordres espagnols (civils et militaires) comme l'ordre de Charles III, l'ordre d'Isabelle la Catholique, l'ordre du Mérite civil, l'Ordre civil d'Alphonse X le Sage, l'ordre royal au Mérite sportif[68] ou l'Ordre civil de Santé, entre autres[69],[70],[71],[72],[73].
- les détenteurs d'une grand-croix au Mérite militaire, naval ou aéronautique, ainsi que les détenteurs de la grand-croix au Mérite de la garde civile[74],[75].
- les détenteurs de la médaille d'or au Mérite dans le travail[76].
- Les doyens des barreaux d'avocats dont le siège est situé dans une capitale de communauté autonome, les présidents de conseils d'ordres de communautés autonomes et les membres du Conseil général du Barreau[77].

Portent le prédicat de très illustre (ilustrísimo/a señor/a)
- les marquis, comtes et vicomtes qui ne sont pas grands d’Espagne, leurs conjoints et leurs enfants aînés.
- les chevaliers ou dames avec plaque des ordres espagnols (civils ou militaires)[78].
- les bâtonniers des barreaux d'avocats qui ne sont pas situés dans une capitale de communauté autonome.
- les détenteurs de la Médaille d'Argent au Mérite dans le Travail[76].

Portent le prédicat de seigneurie (señoría)
- les barons ou seigneurs qui sont pas grands d'Espagne.
- les commandeurs simples de certains ordres civils.

## Prédicats sociaux
Portent le prédicat de señor don (Sr. D.) ou señora doña (Sra. D.a)
- par la force normative de la coutume, les personnes ayant obtenu le Baccalauréat[79].